# Rot Weiss Ahlen
Rot Weiss Ahlen (celým názvem: Rot Weiss Ahlen e. V.) je německý fotbalový klub, který sídlí ve městě Ahlen ve spolkové zemi Severní Porýní-Vestfálsko. Založen byl v roce 1945 pod názvem TuS Ahlen. Svůj současný název nese od roku 2006. Od sezóny 2017/18 působí v Oberlize Westfalen, páté německé nejvyšší fotbalové soutěži. Klubové barvy jsou červená a bílá, jak napovídá název klubu.
Své domácí zápasy odehrává na stadionu Wersestadion s kapacitou cca 12 500 diváků.

## Historie
Fotbal v Ahlenu před druhou světovou válkou nebyl příliš rozvinutý. Změna nastala ke konci čtyřicátých let, kdy byl založen KSG Ahlen (Kriegsspielgemeinschaft), který nuceně sjednotil většinu místních klubů do jednoho. V ročníku 1943/44 dokonce postoupil do Gauligy Westfalen a v sezóně 1944/45 se tak měl zúčastnit jedné ze skupin nejvyšší fotbalové soutěže v Německu. Ovšem z důvodu konce války nebyla sezóna dohrána a po prohrané válce byl poté okupačními úřady zrušen.
V roce 1945 bylo po zrušení KSG založeno nové sportovní sdružení, které dostalo název TuS Ahlen. Po celou dobu své existence se klub účastnil pouze regionálních soutěží. Zlom nastal v roce 1996, kdy do klubu majetkově vstoupila firma LR Health & Beauty Systems. Nový majitelé změnili nejen klubové barvy z tradiční zeleno-bílé na červeno-bílou, ale dokonce i název na LR Ahlen. Ovšem kvůli tvrdším pravidlům svazu, kdy není dovoleno použít název firmy v názvu fotbalového klubu, museli nový majitelé zkratku LR zaregistrovat pod názvem Leichtathletik Rasensport (podobný postup později využil Red Bull se svým RB Leipzig – RB = RasenBallsport). Období pod novými majiteli se dá charakterizovat profesionalizací místního fotbalu, čemuž pomohla celkem osmiletá účast ve druhé Bundeslize (v sezónách 2000/01 – 2005/06 a 2008/09 – 2009/10).
Po odchodu firmy LR International v roce 2006 došlo k přejmenování klubu na Rot Weiss Ahlen (nedošlo tak k návratu tradičních zeleno-bílých dresů). Bez finanční pomoci silného sponzora se klub dostal v roce 2010 do insolvence, kvůli čemuž se pak po sezóně 2010/11 přihlásil pouze do poloamatérské Oberligy. V současném období působí pouze na poloprofesionální úrovni.

## Historické názvy
Zdroj: 
- 1945 – TuS Ahlen (Turn- und Sport Ahlen)
- 1996 – LR Ahlen (Leichtathletik Rasensport Ahlen e. V.)
- 2006 – Rot Weiss Ahlen (Rot Weiss Ahlen e. V.)

## Získané trofeje
Zdroj: 
- Westfalenpokal ( 1× )
  - 1997/98

## Umístění v jednotlivých sezonách
Stručný přehled
Zdroj: 
- 1992–1993: Bezirksliga Westfalen – sk. 9
- 1993–1994: Landesliga Westfalen – sk. 5
- 1994–1995: Verbandsliga Westfalen – sk. 1
- 1995–1996: Fußball-Oberliga Westfalen
- 1996–2000: Fußball-Regionalliga West/Südwest
- 2000–2006: 2. Fußball-Bundesliga
- 2006–2008: Fußball-Regionalliga Nord
- 2008–2010: 2. Fußball-Bundesliga
- 2010–2011: 3. Fußball-Liga
- 2011–2012: NRW-Liga
- 2012–2015: Fußball-Oberliga Westfalen
- 2015–2017: Fußball-Regionalliga West
- 2017– : Fußball-Oberliga Westfalen

Jednotlivé ročníky
Zdroj: 
Legenda: Z - zápasy, V - výhry, R - remízy, P - porážky, VG - vstřelené góly, OG - obdržené góly, +/- - rozdíl skóre, B - body, zlaté podbarvení - 1. místo, stříbrné podbarvení - 2. místo, bronzové podbarvení - 3. místo, červené podbarvení - sestup, zelené podbarvení - postup, fialové podbarvení - reorganizace, změna skupiny či soutěže
| Německo (1992 – ) |                                   |        |     |     |     |     |     |     |     |     |        |
| Sezóny            | Liga                              | Úroveň | Z   | V   | R   | P   | VG  | OG  | +/− | B   | Pozice |
| 1992/93           | Bezirksliga Westfalen – sk. 9     | 6      | ... | ... | ... | ... | ... | ... | ... | ... | 1.     |
| 1993/94           | Landesliga Westfalen – sk. 5      | 5      | 30  | ... | ... | ... | 89  | 26  | +63 | 53  | 1.     |
| 1994/95           | Verbandsliga Westfalen – sk. 1    | 5      | 30  | ... | ... | ... | 83  | 11  | +72 | 52  | 1.     |
| 1995/96           | Fußball-Oberliga Westfalen        | 4      | 28  | 16  | 9   | 3   | 58  | 21  | +37 | 57  | 1.     |
| 1996/97           | Fußball-Regionalliga West/Südwest | 3      | 34  | 15  | 12  | 7   | 61  | 38  | +23 | 57  | 4.     |
| 1997/98           | Fußball-Regionalliga West/Südwest | 3      | 34  | 13  | 12  | 9   | 62  | 52  | +10 | 51  | 6.     |
| 1998/99           | Fußball-Regionalliga West/Südwest | 3      | 32  | 15  | 8   | 9   | 55  | 41  | +14 | 53  | 6.     |
| 1999/00           | Fußball-Regionalliga West/Südwest | 3      | 36  | 21  | 8   | 7   | 82  | 32  | +50 | 71  | 2.     |
| 2000/01           | 2. Fußball-Bundesliga             | 2      | 34  | 15  | 9   | 10  | 61  | 53  | +8  | 54  | 6.     |
| 2001/02           | 2. Fußball-Bundesliga             | 2      | 34  | 14  | 6   | 14  | 60  | 70  | -10 | 48  | 8.     |
| 2002/03           | 2. Fußball-Bundesliga             | 2      | 34  | 11  | 7   | 16  | 48  | 60  | -12 | 40  | 12.    |
| 2003/04           | 2. Fußball-Bundesliga             | 2      | 34  | 12  | 8   | 14  | 36  | 45  | -9  | 44  | 12.    |
| 2004/05           | 2. Fußball-Bundesliga             | 2      | 34  | 10  | 9   | 15  | 43  | 49  | -6  | 39  | 13.    |
| 2005/06           | 2. Fußball-Bundesliga             | 2      | 34  | 9   | 8   | 17  | 36  | 50  | -14 | 35  | 17.    |
| 2006/07           | Fußball-Regionalliga Nord         | 3      | 36  | 13  | 9   | 14  | 48  | 52  | -4  | 48  | 13.    |
| 2007/08           | Fußball-Regionalliga Nord         | 3      | 36  | 19  | 10  | 7   | 73  | 41  | +32 | 67  | 1.     |
| 2008/09           | 2. Fußball-Bundesliga             | 2      | 34  | 11  | 8   | 15  | 38  | 57  | -19 | 41  | 10.    |
| 2009/10           | 2. Fußball-Bundesliga             | 2      | 34  | 5   | 7   | 22  | 19  | 55  | -36 | 22  | 18.    |
| 2010/11           | 3. Fußball-Liga                   | 3      | 38  | 11  | 9   | 18  | 45  | 69  | -24 | 39  | 20.    |
| 2011/12           | NRW-Liga                          | 5      | 34  | 5   | 3   | 26  | 28  | 90  | -62 | 18  | 17.    |
| 2012/13           | Fußball-Oberliga Westfalen        | 5      | 34  | 12  | 10  | 12  | 51  | 62  | -11 | 46  | 9.     |
| 2013/14           | Fußball-Oberliga Westfalen        | 5      | 34  | 13  | 9   | 12  | 54  | 62  | -8  | 48  | 9.     |
| 2014/15           | Fußball-Oberliga Westfalen        | 5      | 34  | 22  | 4   | 8   | 72  | 39  | +33 | 70  | 2.     |
| 2015/16           | Fußball-Regionalliga West         | 4      | 36  | 13  | 7   | 16  | 56  | 60  | -4  | 46  | 13.    |
| 2016/17           | Fußball-Regionalliga West         | 4      | 34  | 8   | 8   | 18  | 43  | 66  | -23 | 32  | 13.    |
| 2017/18           | Fußball-Oberliga Westfalen        | 5      | 30  | 7   | 8   | 15  | 41  | 58  | -17 | 29  | 14.    |
| 2018/19           | Fußball-Oberliga Westfalen        | 5      | 34  |     |     |     |     |     |     |     |        |

- 2010/11: Klubu byly kvůli probíhajícímu insolvenčnímu řízení v průběhu sezóny odebrány tři body. Po sezóně se pak dobrovolně přihlásil do NRW-Ligy (5. nejvyšší soutěž).